# King Remembered in Time
King Remembered in Time — десятий мікстейп американського репера й хіп-хоп продюсера Big K.R.I.T., виданий для безкоштовного завантаження 10 квітня 2013 р. Єдиним продюсером, крім самого виконавця, є 9th Wonder. Прем'єра відбулась на DatPiff і LiveMixtapes. Реліз має платиновий статус на першому сайті (за критеріями ресурсу), його завантажили понад 252 тис. разів.
Після виходу альбому оголосили тур з восьми дат King Remembered in Time Tour (з 24 травня по 1 червня). До репера приєдналися Smoke DZA і Клайд Карсон. Більшість критиків позитивно оцінили реліз. 
18 липня виконавець видав Chopped and Screwed-версію, зроблену Майклом «5000» Воттсом. У жовтні 2014 Nature Sounds випустили King Remembered in Time, K.R.I.T. Wuz Here, 4eva N a Day та Return of 4Eva на вінилі, касетах і CD як бокс-сет The Underground Edition.

## Передісторія
Big K.R.I.T. уперше анонсував King Remembered in Time 10 січня 2013, зазначивши, що на відміну від попередніх мікстейпів, цей міститиме не тільки власні біти, а й біти від інших продюсерів. Він розповів про співпрацю з Mike WiLL Made It.
Для просування проекту Big K.R.I.T. випустив три пісні до виходу мікстейпу. Перший трек «Reign On» — 14 лютого 2013 (пізніше його використали в рекламі віскі Crown Royal. 27 лютого видали перший сингл «Shine On». 11 березня відбулась прем'єра чорно-білого кліпу «R.E.M.».

## Відгуки
24 грудня 2013 реліз посів 10-ту сходинку рейтингу найкращих мікстейпів року за версією XXL.

## Список пісень
- Усі треки спродюсував Big K.R.I.T., якщо не зазначено інше.

| #   | Назва                                                                  | Тривалість |
| --- | ---------------------------------------------------------------------- | ---------- |
| 1.  | «Purpose»                                                              | 1:46       |
| 2.  | «Shine On» (з участю Bun B)                                            | 3:49       |
| 3.  | «Talkin bout Nothing»                                                  | 2:23       |
| 4.  | «King Without a Crown»                                                 | 2:50       |
| 5.  | «R.E.M.»                                                               | 2:52       |
| 6.  | «Meditate»                                                             | 4:52       |
| 7.  | «Serve This Royalty»                                                   | 3:55       |
| 8.  | «Good 2getha» (з участю Ashton Jones)                                  | 3:41       |
| 9.  | «Just Last Week (Snippet)» (з участю Future)                           | 1:42       |
| 10. | «My Trunk» (з участю Trinidad James)                                   | 3:45       |
| 11. | «How U Luv That» (з участю Big Sant)                                   | 3:03       |
| 12. | «Only One» (з участю Wiz Khalifa та Smoke DZA)                         | 4:43       |
| 13. | «Banana Clip Theory»                                                   | 3:38       |
| 14. | «Life Is a Gamble» (з участю BJ the Chicago Kid; продюсер: 9th Wonder) | 3:55       |
| 15. | «WTF»                                                                  | 4:34       |
| 16. | «Bigger Picture»                                                       | 4:12       |
| 17. | «Multi till the Sun Die»                                               | 3:56       |